# Shahnez Boushaki
Pour les articles homonymes, voir Boushaki.
Shahnez Boushaki (en arabe : شاهيناز بوسحاقي ; née le 22 octobre 1985 à Alger) est une joueuse de basket-ball internationale algérienne.

## Carrière en club
Boushaki joue pour le GS Pétroliers à partir de 2002. Elle commence sa carrière professionnelle en 2010 avec le GS Pétroliers en Coupe d'Algérie féminine. Elle remporte la Coupe d'Algérie 2015, battant ses rivaux de l'OC Alger 73-55 en finale,.
Elle a participé avec le GS Pétroliers à plusieurs compétitions arabes dont :
- la Coupe arabe féminine des clubs champions 2014 en Égypte [3],[4]
- le Championnat arabe féminin 3x3 des clubs 2016 à Charjah[5],[6],[7],[8].

ainsi qu'à plusieurs compétitions africaines de clubs dont :
- la Coupe d'Afrique des clubs champions 2016 au Mozambique[9],[10],[11],[12],[13],[14],[15]
- le Coupe d'Afrique des clubs champions 2017 en Angola[16],[17],[18]

## Carrière internationale
Boushaki est membre de l'équipe nationale algérienne de basket-ball depuis 2010.
Elle a participé à différentes compétitions continentales :
- le Championnat d'Afrique féminin 2013 au Mozambique[19],[20],[21],[22],[23],[24],[25],[26]
- le Championnat d'Afrique féminin 2015 au Cameroun[27],[28],[29],[30],[31],[32]
- les Jeux africains de 2011 au Mozambique[33],[34],[35],[36]
- les Jeux africains de 2015 en république du Congo[29],[37],[38].